# Ралф Гаттон
Ралф Гаттон (англ. Ralph Hutton, 6 березня 1948) — канадський плавець.
Призер Олімпійських Ігор 1968 року, учасник 1964, 1972 років.
Переможець Панамериканських ігор 1967 року, призер 1963, 1971 років.